# 達拉謨站

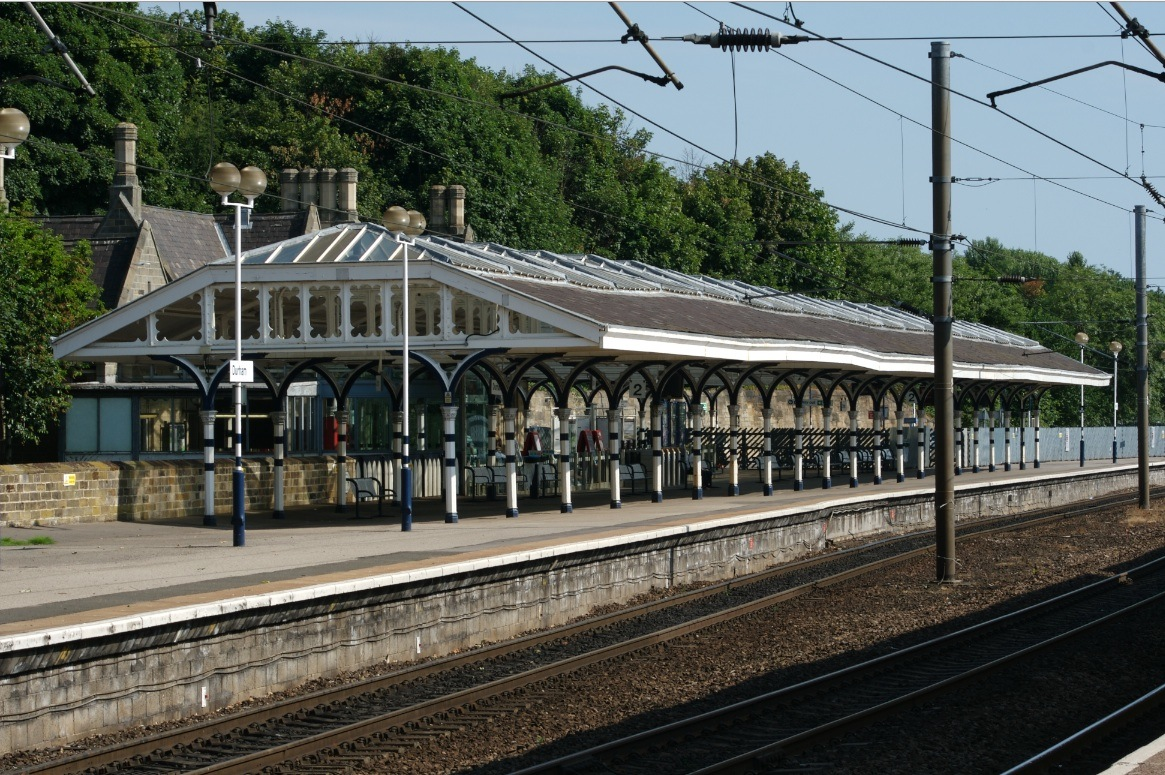
車站月台

達拉謨站（英語：Durham railway station）是英國達拉謨郡達拉謨的主要鐵路車站，位於東海岸主線上。該車站位於紐卡斯爾以南14英里（22.6公里）處。車站由英國鐵路網公司所有，倫敦東北鐵路公司管理。
在2006年至2008年間由車站運營公司進行了翻新，其中包括一座新的乘客休息室、衛生間、旅客中心、等候區、電梯和商店。入口和售票大廳從1960年代的臨時建築搬到了原來的石造建築中。工程於2008年初竣工，新裝修的車站榮獲2008年全國鐵路大獎“最佳中型車站”和“年度綜合車站”。